# Victor Babeș
Victor Babeș, romunski zdravnik, biolog, bakteriolog in akademik, * 4. julij 1854, † 19. oktober 1926.